# Mona-eilanden
De Mona-eilanden (Russisch: острова Мона; Ostrova Mona of Островов Мона; Ostrovov Mona) zijn een groep van verspreide kleine eilanden in de Karazee, op ongeveer 30 kilometer ten noorden van de westelijke kust van het schiereiland Tajmyr tegen het noorden van Siberië. Bestuurlijk gezien maken ze deel uit van de Russische kraj Krasnojarsk. De eilanden zijn bedekt met toendra en de zee rondom de eilanden is bedekt met pakijs in de lange koude winter. Ook in de zomer komen er nog vaak ijsschotsen voor. De eilanden vormen onderdeel van de zapovednik Bolsjoj Arktitsjeski, het grootste natuurreservaat van Rusland.
De Mona-eilanden zijn vernoemd naar de Noorse meteoroloog Henrik Mohn door Fridtjof Nansen. Mohn was verantwoordelijk voor het uitwerken en publiceren van de meteorologische observaties van verschillende poolexpedities, waaronder die van Nansen op zijn schip de Fram (van 1893 tot 1896). "Mona" is de genitief (bezittelijke vorm) in het Russisch en betekent "(de eilanden) van Mon". Deze naam is met name blijven hangen door het gebruik van de naam "Mona Inseln" door de Duitsers, die een operatie uitvoerden tegen de sovjets in de Noordelijke IJszee in de Tweede Wereldoorlog. Sinds die tijd is de naam 'Mona-eilanden' ingeburgerd geraakt.

## Eilanden
- Kravkov (остров Кравкова) is een van de grootste eilanden en heeft een oppervlakte van 3 km² en een maximale hoogte van 42 meter. Hier bevond zich in de Sovjetperiode een gelijknamig poolstation.
- Gerkoeles (остров Геркулес, "Hercules") is een klein eilandje in het midden van de eilandengroep en is vernoemd naar het schip van de verdwenen ontdekkingsreiziger Vladimir Roesanov.
- Ringnes (остров Рингнес) bevindt zich aan de westzijde van de groep en is vernoemd naar de Noorse brouwerij Ringnes, die de arctische expedities van Otto Sverdrup financierde. Aan de zuidwestzijde bevindt zich een naamloos eilandje.

Drie andere eilandjes zijn Granitny (остров Гранитный), Oezki (остров Узкий) en Krajni (остров Крайний).

## Geschiedenis

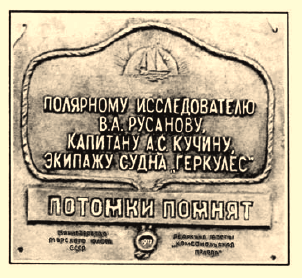
Herdenkingsplakkaat op het eilandje Gerkoeles dat de expeditie van Vladimir Roesanov gedenkt, die hier in de buurt verging met zijn schip

Russische wetenschappers denken dat het schip van Vladimir Roesanov en de overige leden van zijn expeditie ergens nabij de Mona-eilanden moet zijn vergaan. Tijdens een expeditie in 1937 georganiseerd door het Arctisch en Antarctisch Onderzoeksinstituut van de Sovjet-Unie, werden overblijfselen van Roesanovs expeditie aangetroffen op Popova Tsjoektsjina, een eiland van de nabijgelegen eilandengroep Kolosovycheilanden.
In de Tweede Wereldoorlog, tijdens Operatie Wunderland, voeren een aantal schepen van de Kriegsmarine in augustus 1942 naar de eilanden om er Sovjetoorlogsschepen te doen zinken, maar ze kwamen te laat en de Russische schepen waren reeds verdwenen.